# 陶納 (科羅拉多州)
陶納（英語：Towner）是位於美國科羅拉多州凱厄瓦縣的一個人口普查指定地區。

## 地理
陶納的座標為38°28′14″N 102°04′44″W / 38.47056°N 102.07889°W，而該地最高點為海拔高度1197米（即3927英尺）。

## 人口
根據2010年美國人口普查的數據，陶納的面積為0.10平方千米，當中陸地面積為0.10平方千米，而水域面積為0.00平方千米。當地共有人口22人，而人口密度為每平方千米220人。